# شجرة الحياة (الكتاب المقدس)

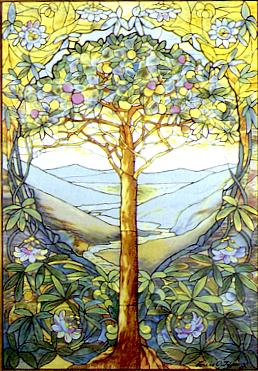
شجرة الحياة

شجرة الحياة (عبرية עץ החיים) حسب سفر التكوين في الكتاب المقدس هي شجرة غرسها الله في وسط جنة عدن يعطي ثمرها الحياة الأبدية والخلود، وغرس معها شجرة معرفة الخير والشر (سفر التكوين 2 : 9). بعد أكل آدم وحواء من شجرة معرفة الخير والشر طردهما الله من جنة عدن لمنعهما من الأكل من شجرة الحياة حسب سفر التكوين الذي يقول (تكوين 3 : 22):
و قال الرب الاله «هوذا الإنسان قد صار كواحد منا عارفا الخير والشر والآن لعله يمد يده وياخذ من شجرة الحياة أيضا وياكل ويحيا إلى الابد»

## إقراء أيضا
- شجرة الحياة (البحرين)
- شجرة الحياة (الأردن)
- شجرة الحياة (أحياء)
- شجرة الحياة (مفهوم)
- شجرة الخلد